# Indiana Pacers 2003-2004
La stagione 2003-04 degli Indiana Pacers fu la 28ª nella NBA per la franchigia.
Gli Indiana Pacers vinsero la Central Division della Eastern Conference con un record di 61-21. Nei play-off vinsero il primo turno con i Boston Celtics (4-0), la semifinale di conference con i Miami Heat (4-2), perdendo poi la finale di conference con i Detroit Pistons (4-2).

## Roster
| N° | Naz.                   | Ruolo | Sportivo        | Anno | Alt. | Peso |
| -- | ---------------------- | ----- | --------------- | ---- | ---- | ---- |
| 2  | Stati Uniti (bandiera) | G     | Jamison Brewer  | 1980 | 193  | 83   |
| 3  | Stati Uniti (bandiera) | A     | Al Harrington   | 1980 | 206  | 104  |
| 7  | Stati Uniti (bandiera) | AC    | Jermaine O'Neal | 1978 | 211  | 103  |
| 8  | Stati Uniti (bandiera) | G     | Anthony Johnson | 1974 | 191  | 86   |
| 10 | Stati Uniti (bandiera) | AC    | Jeff Foster     | 1977 | 211  | 107  |
| 11 | Stati Uniti (bandiera) | G     | Jamaal Tinsley  | 1978 | 191  | 88   |
| 13 | Stati Uniti (bandiera) | G     | Kenny Anderson  | 1970 | 183  | 76   |
| 20 | Stati Uniti (bandiera) | GA    | Fred Jones      | 1979 | 193  | 95   |
| 23 | Stati Uniti (bandiera) | A     | Ron Artest      | 1979 | 198  | 111  |
| 24 | Stati Uniti (bandiera) | A     | Jonathan Bender | 1981 | 211  | 92   |
| 27 | Slovenia (bandiera)    | C     | Primož Brezec   | 1979 | 218  | 114  |
| 31 | Stati Uniti (bandiera) | GA    | Reggie Miller   | 1965 | 201  | 84   |
| 33 | Stati Uniti (bandiera) | A     | James Jones     | 1980 | 203  | 102  |
| 44 | Stati Uniti (bandiera) | A     | Austin Croshere | 1975 | 206  | 107  |
| 62 | Stati Uniti (bandiera) | C     | Scot Pollard    | 1975 | 211  | 120  |

## Staff tecnico
- Allenatore: Rick Carlisle
- Vice-allenatori: Mike Brown, Ron Rothstein, Dan Burke, Chad Forcier
- Preparatore atletico: David Craig